# Brent Spiner
Brent Jay Spiner (* 2. února 1949 Houston, Texas) je americký herec.
O herectví se začal zajímat na střední škole, při studiu na University of Houston působil v místním divadle. Přestěhoval se do New Yorku, kde hrál v různých broadwayských představeních. V té době dostal i malou roli ve filmu Stardust Memories (1980). V roce 1984 přesídlil do Las Vegas a objevil se v několika pilotních dílech seriálů a v televizních filmech.
Od roku 1987 hrál svoji zřejmě nejznámější roli nadporučíka Data – androida ve světě Star Treku. Objevil se ve 177 z celkových 178 epizod seriálu Star Trek: Nová generace (1987–1994, kromě dílu „Rodina“ ve čtvrté sezóně) a čtyřech navazujících filmech: Star Trek: Generace (1994), Star Trek: První kontakt (1996), Star Trek: Vzpoura (1998) a Star Trek: Nemesis (2002). Spiner si zahrál i doktora Arika Soonga, předka Nooniena Soonga, Datova vynálezce, ve třech epizodách seriálu Star Trek: Enterprise (2004–2005). V seriálu Star Trek: Picard (od 2020) ztvárnil jak Data, tak Noonienova syna Altana Iniga Soonga, tak i v hlavní roli Noonienova předka Adama Soonga.
Brent Spiner se dále objevil v dalších filmech včetně Dne nezávislosti, Hele vole, kde mám káru?, Jmenuji se Sam či animovaném South Park: Bigger, Longer & Uncut. Hostoval v mnoha seriálech, jako jsou Zákon a pořádek: Zločinné úmysly, Přátelé, Jsem do tebe blázen, Frasier, Joey či Krajní meze.